# Hellblazer
Hellblazer è una serie di fumetti pubblicata dalla Vertigo, divisione editoriale della DC Comics, incentrata sul personaggio immaginario di John Constantine pubblicata dal 1988 al 2013 per 300 numeri.
Dalla serie a fumetti è stato tratto nel 2005 un lungometraggio cinematografico, Constantine, e nel 2014 una serie televisiva.

## Storia editoriale
Dopo aver esordito nella serie Swamp Thing (Vol. 2) al personaggio venne assegnata una propria serie intitolata Hellblazer (Vol. 1) esordita nel 1988, scritta da Jamie Delano e disegnata da John Ridgway, con le caratteristiche copertine con disegni e collage di Dave McKean. Il titolo originale, Hellraiser, venne scartato a causa dell'omonimia con il contemporaneo film Hellraiser di Clive Barker al quale non era correlato.
Altri che hanno lavorato alla serie sono gli scrittori Garth Ennis, Paul Jenkins, Warren Ellis, Darko Macan, Brian Azzarello, John Smith, Mike Carey e Denise Mina; e i disegnatori Mark Buckingham, Tim Bradstreet, Steve Dillon, Marcelo Frusin, Leonardo Manco e Sean Phillips. Di recente, il famoso scrittore di gialli Ian Rankin ha annunciato che è al lavoro su una storia composta da sei numeri per Hellblazer che potrebbe alla fine diventare una graphic novel.
Una nuova serie regolare dedicata al personaggio, The Hellblazer, è esordita nel 2016 all'interno del rilancio editoriale della DC Comics denominato Rebirth.
Il personaggio è apparso in altre serie come The Sandman e Shade, the Changing Man. È stato anche un personaggio secondario ricorrente sia in Swamp Thing che in The Books of Magic.

## Autori

### Scrittori

#### Serie principale
- Jamie Delano (1-24)
- Grant Morrison (25-26)
- Neil Gaiman (27)
- Jamie Delano (28-31)
- Dick Foreman (32)
- Jamie Delano (33-40)
- Garth Ennis (41-50)
- John Smith (51)
- Garth Ennis (52-83)
- Jamie Delano (84)
- Eddie Campbell (85-88)
- Paul Jenkins (89-128)
- Garth Ennis (129-133)
- Warren Ellis (134-143)
- Darko Macan (144-145)
- Brian Azzarello (146-174)
- Mike Carey (175-215)
- Denise Mina (216-228)
- Mike Carey (229)
- Andy Diggle (230-244)
- Jason Aaron (245-246)
- Andy Diggle (247-249)
- Jamie Delano, Brian Azzarello, Dave Gibbons, China Miéville e Peter Milligan (250)
- Peter Milligan (251-300)

#### Speciali e spin-off
- Mike Carey (Tutti i suoi congegni OGN)
- Jamie Delano (Bad Blood 1-4, Hellblazer Annual, The Horrorist 1-2 e Pandemonium)
- Garth Ennis (Heartland e Hellblazer Special)
- Paul Jenkins e * John Ney Rieber (Hellblazer/Books of Magic 1-2)
- John Ney Rieber (* The Trenchcoat Brigade 1-4)
- Andy Diggle (Lady Constantine 1-4)
- Mat Johnson (Papa Midnite 1-5)
- John Shirley (Hellblazer romanzi Subterrenian e Warlord)

#### Storie brevi
- Dave Gibbons ('Another Bloody Christmas' in Winter's Edge 3)
- Mike Carey ('Exposed' in 9/11 Volume 2)
- Jamie Delano ('Prodigal Son' in Vertigo Secret Files: Hellblazer)
- Garth Ennis ('Tainted Love' in Vertigo Jam e 'All Those Little Girls and Boys' in Winter's Edge 2)
- Paul Jenkins ('Tell Me' in Winter's Edge 1)
- Brian Azzarello ('The Origin of Vice' in Vertigo Secret Files: Hellblazer)

### Disegnatori di copertine

#### Serie principale
- Dave McKean (1-19, 27, 40)
- Kent Williams (20-24, 28-39)
- David Lloyd (25-26)
- Tom Canty (41-50)
- Sean Phillips (51, 85-128)
- Glenn Fabry (52-83, 129-133, 144-145, 239–242)
- John Eder (84)
- Tim Bradstreet (134-143, 146-215)
- Greg Lauren (216-217, 219)
- Lee Bermejo (218, 221–238, 243-255)
- Leonardo Manco (220)
- Simon Bisley (256-300)

Da notare che anche Tim Bradstreet ha fatto una copertina per l'originale numero 141, "Shoot". Questa però - e il numero stesso - non sono stati pubblicati dopo il massacro della Columbine High School dato che la storia parlava di un agente dell'FBI che investiga sulle sparatorie nelle scuole.
In aggiunta, ci sono state due copertine commissionate per il numero 218; una proposta da Greg Lauren che mostra John Constantine mentre viene crocifisso e quella pubblicata Archiviato l'11 aprile 2007 in Internet Archive. di Lee Bermejo che mostra John mentre si accende una sigaretta in mezzo al vento. Le ragioni del cambiamento rimangono ignote.

#### Speciali e spin-off
- Leonardo Manco (Tutti i suoi congegni OGN)
- Sean Phillips (Bad Blood 1-4 e Hellblazer/Books of Magic 1-2)
- Steve Dillon (Heartland)
- Kent Williams (Hellblazer Annual)
- Glenn Fabry (Hellblazer Special e * The Trenchcoat Brigade 1-4)
- David Lloyd (The Horrorist 1-2)
- Phil Noto (Lady Constantine 1-4)
- Ronald Wimberly (Papa Midnite 1-5)
- Tim Bradstreet (Hellblazer romanzi Subterrenian e Warlord)
- Jock (Pandemonium)

### Illustratori principali

#### Serie principale
- John Ridgway (1-9)
- Richard Piers-Rayner (10-16)
- Mike Hoffman (13, 17, 48)
- Mark Buckingham (18-22)
- Ron Tiner (23-24, 28-30)
- David Lloyd (25-26, 56)
- Dave McKean (27, 40)
- Sean Philips (31, 34-36, 51, 84-100, 102-107, 109-114)
- Steve Pugh (32-33, 37-39)
- William Simpson (42-47, 50, 52-55, 59-61, 75)
- Steve Dillon (49, 57-58, 62-76, 78-83, 157, 175-176, 200)
- Peter Snejbjerg (77)
- Al Davison (101)
- Charlie Adlard (108)
- Warren Pleece (115-128)
- John Higgins (129-139)
- Frank Teran (140)
- Tim Bradstreet (141)
- Javier Pulido (142)
- James Romberger (142)
- Marcelo Frusin (143, 151-156, 158-161, 164-167, 170-174, 177-180, 184-186, 189-193, 197-200)
- Gary Erskine (144-145)
- Richard Corben (146-150)
- Guy Davis (162-163)
- Giuseppe Camuncoli (168-169, 206)
- Jock (181)
- Lee Bermejo (182-183)
- Doug Alexander Gregory (187-188)
- Leonardo Manco (194-195, 200-205, 207-212, 214-222, 224-228, dal 230 in avanti)
- Chris Brunner (196)
- Frazer Irving (213)
- Cristiano Cucina (223)
- John Paul Leon (229)
- Daniel Zezelj (238)
- Sean Murphy (245-246)
- Goran Sudžuka and Rodney Ramos (254-255)
- Simon Bisley (259-260)

Da notare che i numeri 75 e 142 di Hellblazer contengono entrambi due storie di due disegnatori diversi. Il numero 75 contiene "Damnation's Flame part 4: Hail to the Chief" con disegni di Steve Dillon e "Act of Union" con disegni di William Simpson. Il numero 142 contiene "Setting Sun" con disegni di Javier Pulido e "One Last Love Song", illustrato da James Romberger.
Phil Jimenez ha fornito i disegni di "Shoot", un racconto scritto da Warren Ellis che si focalizzava sulle sparatorie nei licei che doveva essere l'originale numero 141. Sfortunatamente, fu tolto dai piani di pubblicazione dopo che avvenne il massacro della Columbine High School.

#### Speciali e spin-off
- Leonardo Manco (Tutti i suoi congegni OGN)
- Philip Bond (Bad Blood 1-4)
- Steve Dillon (Heartland e Hellblazer Special)
- Bryan Talbot (Hellblazer Annual story: The Bloody Saint)
- Dean Motter (Hellblazer Annual story: Venus of the Hard Sell)
- Paul Lee (Hellblazer/Books of Magic 1-2)
- David Lloyd (The Horrorist 1-2)
- Goran Sudžuka (Lady Constantine 1-4)
- Tony Akins (Papa Midnite 1-5)
- John Ridgway (* The Trenchcoat Brigade 1-4)

#### Storie brevi
- Glyn Dillon (All Those Little Girls and Boys' in Winter's Edge 2)
- Dave Gibbons ('Another Bloody Christmas' in Winter's Edge 3)
- Marcelo Frusin ('Exposed' in 9/11 volume 2)
- Tim Bradstreet ('Prodigal Son' in Vertigo Secret Files: Hellblazer)
- Steve Dillon ('Tainted Love' in Vertigo Jam)
- Paul Pope ('Tell Me' in Winter's Edge 1)
- Dave Taylor ('The Origin of Vice' in Vertigo Secret Files: Hellblazer)